# 25. december
25. december je 359. dan leta (360. v prestopnih letih) v gregorijanskem koledarju. Ostaja še 6 dni.

## Dogodki
- 274 – rimski cesar Avrelij posveti tempelj bogu Sonca, Solu Invctusu
- 496 – Klodvik I. kot prvi germanski kralj sprejme krščansko vero
- 597 – Anglija sprejme julijanski koledar
- 800 – papež Leon III. okrona Karla Velikega za cesarja
- 1001 – Štefan I. Arpad se okrona za prvega madžarskega kralja
- 1066 – v Westminstrski opatiji je kronan Wiliam Osvajalec in s tem konča obdobje Normanske nadvlade
- 1223 – Frančišek Asiški naredi prve (dokumentirane) jaslice
- 1492 – ob obali Haitija nasede Kolumbova ladja Santa Maria
- 1522 – turški vojaki zavzamejo Rodos
- 1714 – švedski astronom Andre Celsius predstavi Celzijevo temperaturno skalo
- 1745 – Prusija in Avstrija skleneta Dresdenski mir in s tem končata avstrijsko nasledstveno vojno
- 1775 – papež Pij VI. izda encikliko o imenovanjih škofov in drugih verskih uslužbencev
- 1776 – George Washington prečka reko Delaware in preseneti 1.400 hessenskih vojakov
- 1809 – Auguste Marmont postane guverner Ilirskih provinc
- 1914 – prične se neuradno božično premirje med vojaki na zahodni fronti
- 1932 – potres v kitajskem mestu Kanzu (Gansu) zahteva 70.000 smrtnih žrtev
- 1941 – Hongkong kapitulira
- 1974 – ciklon Tracy poruši avstralsko mesto Darwin
- 1978 – vietnamske čete vkorakajo v Kambodžo
- 1990 – Timothy Berners-Lee s pomočjo strokovnjakov iz Cerna izumi svetovni splet
- 1991 – Mihail Gorbačov odstopi z mesta predsednika Sovjetske zveze
- 2021 – Uspešna izstrelitev vesoljskega teleskopa James Webb

## Rojstva
- 1250 – Ivan IV. Dukas Laskaris, nikejski cesar († 1305)
- 1564 – Abraham Bloemaert, nizozemski slikar, graver († 1651)
- 1642 – Isaac Newton, angleški znanstvenik in matematik († 1727)
- 1698 – Jacobus Houbraken, nizozemski graver († 1780)
- 1728 – Johann Adam Hiller, nemški skladatelj († 1804)
- 1837 – Cosima Wagner, nemška glasbena organizatorka, direktorica Bayreuthskega festivala († 1930)
- 1856 – Inoue Tecudžiro, japonski konfucijanski filozof († 1944)
- 1858 – sir Owen Morgan Edwards, valižanski pisatelj, pedagog († 1920)
- 1877 – Emil Adamič, slovenski skladatelj, dirigent, publicist, kritik († 1936)
- 1883 – Maurice Valadon - Maurice Utrillo, francoski slikar († 1955)
- 1886 – Franz Rosenzweig, nemški judovski filozof († 1929)
- 1899 – Humphrey Bogart, ameriški filmski igralec († 1957)
- 1906 – Ernst Ruska, nemški fizik, nobelovec 1986 († 1988)
- 1916 – Mohamed Ahmed Ben Bella, alžirski predsednik, državnik († 2012)
- 1918 – Anvar Sadat, egiptovski predsednik, nobelovec 1978 († 1981)
- 1922 – Mohamed Aziz Lahbabi, maroški pisatelj, pesnik, filozof († 1993)
- 1923 – René Girard, francoski zgodovinar, literarni kritik in filozof († 2015)
- 1925 ali 1931 - Carlos Castaneda, ameriški pisatelj perujskega rodu († 1998)
- 1954 – Annie Lennox, škotska pevka
- 1961 – Aleš Debeljak, slovenski pesnik, kulturolog, publicist († 2016)
- 1977 – Emmanuel Macron, predsednik Francije

## Smrti
- 317 pr. n. št. – Filip III. Makedonski, makedonski kralj (* okoli 359 pr. n. št.)
- 1147 – Gvido II., grof Ponthieuja, križar (* 1120)
- 1156 – Peter Častitljivi, francoski benediktanski opat in teolog (* 1094)
- 1213 – Muhamad al-Nasir, almohadski kalif
- 1231 – Folquet de Marseille, okcitanski trubadur, škof Toulousa, križar (* 1150)
- 1306 – Jacopone da Todi, italijanski frančiškan, dramaturg, pesnik (* 1230)
- 1359 – Beatrika Wittelsbaška, švedska kraljica (* 1344)
- 1567 – Sebastijan Krelj, slovenski protestantski pisec (* 1538)
- 1683 – Kara Mustafa Paša, veliki vezir Osmanskega cesarstva (* 1634/1635)
- 1820 – Joseph Fouché, francoski državnik (* 1758)
- 1924 – Viktor Parma, slovenski pravnik, skladatelj, dirigent (* 1858)
- 1930 – Theodor Nöldeke, nemški orientalist (* 1836)
- 1938 – Karel Čapek, češki pisatelj (* 1890)
- 1957 – Vladimir Levstik, slovenski pisatelj, prevajalec (* 1886)
- 1963 – Sami Rosenstock - Tristan Tzara, francoski pesnik (* 1896)
- 1975 – Gaston Gallimard, francoski založnik (* 1881)
- 1977 – Charlie Chaplin, angleško-ameriški filmski igralec, režiser (* 1889)
- 1989 – Nicolae Ceaușescu, romunski diktator (* 1918)
- 1989 – Riccardo Morandi, italijanski inženir in arhitekt (* 1902)
- 1995 – Dean Martin, ameriški filmski igralec, pevec italijanskega rodu (* 1917)
- 1995 – Emmanuel Levinas, francoski filozof in talmudist (* 1906)
- 1995 – Marijan Lipovšek, slovenski skladatelj, pianist in pedagog (* 1910)
- 2000 – Willard Van Orman Quine, ameriški logik (* 1908)
- 2006 – James Brown, ameriški pevec (* 1933)
- 2016 – George Michael, britanski pevec (* 1963)

## Prazniki in obredi
- Božič – praznik rojstva Jezusa Kristusa - eden od najpomembnejših praznikov v Rimskokatoliški in v pravoslavnih Cerkvah (v Cerkvah, ki uporabljajo še stari pravoslavni koledar, je ta praznik 7. januarja)